# Herbert Mies
Herbert Mies (Mannheim, 1929. február 23. – Mannheim, 2017. január 14.) német kommunista politikus, író.

## Élete
Mies általános iskolai tanulmányainak befejezése után Pedagógusképző Főiskolán (Lehrerbildungsanstalt) tanult. A Rhein-Neckar-Zeitung Heidelbergben szerzett újságíró diplomát 1946-ban. 1947–1949 között a Marx Károly Főiskolát végezte el. 1959-ben lediplomázott a Szociális és Közigazgatási Karon. 
1945-ben csatlakozott a Német Kommunista Párthoz, aminek az elnökévé választották 1973-ban. Ezt a posztot 1990-ig töltötte be. 1987-ben elnyerte a Nemzetközi Lenin-békedíjat. Mies íróként is tevékenykedett, több könyv és publikáció is a nevéhez fűződik.
Mies 87 évesen, 2017. január 14-én, halt meg szülővárosában, Mannheimben.

## Bibliográfia
- Bericht des Parteivorstandes der DKP an den Hamburger Parteitag 2.-4. November 1973. Berichterstatter Herbert Mies. Plambeck & Co Druck u. Verlag, Neuss, 1973
- Mit der DKP für Preisstopp und Arbeitsplatzsicherung, für Frieden und sozialen Fortschritt. Referat von Herbert Mies, Vorsitzender der Deutschen Kommunistischen Partei, auf dem LLL-Treffen der DKP in Solingen, 18.1.1975. Hrsg.: Parteivorstand d. DKP, Ref. Öffentlichkeitsarbeit; verantw.: Gerd Humbach. Plambeck & Co Druck u. Verlag, Neuss, 1975
- mit Hermann Gauthier: Wir Kommunisten und das Grundgesetz. 2. Aufl. Verlag Marxistische Blätter, Frankfurt, 1977
- Zur Politik der DKP. Ausgewählte Reden und Aufsätze. Verlag Marxistische Blätter, Frankfurt, 1979 ISBN 3-88012-581-3
- Weg und Ziel der DKP. Fragen u. Antworten zum Programm der Deutschen Kommunistischen Partei. Herbert Mies, Willi Gerns, Robert Steigerwald, Frankfurt, 1979
- Wende nach rechts? Rückblick und Ausblick nach 13 Jahren SPD-Regierung. Verlag Marxistische Blätter, Frankfurt, 1983
- Fremdbestimmt? Abhängigkeit und Unabhängigkeit der DKP. Mannheim, 1995 ISBN 3-931208-00-1
- Hrsg.: Wir wollen alle dasselbe – heim! Mannheim, 1997
- Mit einem Ziel vor Augen. Vom Jung- zum Altkommunisten. Erinnerungen. Berlin, 2009 ISBN 978-3-89793-179-4

## Magyarul
- A Német Kommunista Párt VII. kongresszusa. 1984. január 6-8.; beszámoló Herbert Mies, hozzászólás Korom Mihály, ford. Konok István; Kossuth, Budapest, 1984

## Fordítás
- Ez a szócikk részben vagy egészben  a   Herbert Mies című német Wikipédia-szócikk fordításán alapul.  Az eredeti cikk szerkesztőit annak laptörténete sorolja fel. Ez a jelzés csupán a megfogalmazás eredetét és a szerzői jogokat jelzi, nem szolgál a cikkben szereplő információk forrásmegjelöléseként.
- Ez a szócikk részben vagy egészben  a   Herbert Mies című angol Wikipédia-szócikk fordításán alapul.  Az eredeti cikk szerkesztőit annak laptörténete sorolja fel. Ez a jelzés csupán a megfogalmazás eredetét és a szerzői jogokat jelzi, nem szolgál a cikkben szereplő információk forrásmegjelöléseként.